# Jamie Elman
Pour les articles homonymes, voir Elman.
Jamie Elman est un acteur américain né le 5 juillet 1976 à New York, New York (États-Unis).

## Biographie
Surtout connu pour avoir incarné le rôle de Codie Miller dans Student Bodies, série télévisée évoquant différents gags et histoires de cœur d'un groupe d'élèves de l'école secondaire Thomas A. Edison.

## Filmographie
- 1995 : Johnny Mnemonic : Toad
- 1996 : My Hometown (série télévisée) : Dennis Thompson
- 1997 : Student Bodies ("Student Bodies") (série télévisée) : Cody Anthony Miller
- 2000 : Stardom
- 1999 : Undressed (série télévisée) : Colin (2000: Season 3)
- 2001 : Girl's Best Friend : Lucas White
- 2001 : Rave Macbeth : Troy
- 2002 : Mes plus belles années : Luke (saison 1 et 2)
- 2003 : Le Mystificateur (Shattered Glass) : Aaron Bluth
- 2003 : Une célibataire à New York (See Jane Date) (TV) : Larry Fishtail
- 2005 : The Closer : L.A. enquêtes prioritaires (série télévisée) : Dennis Burke (Saison 1 épisode 13)
- 2006 : Esprits Criminels (Criminal Minds) (série télévisée) : Kenneth Roberts (saison 2 épisode 07)
- 2005 : Mystery Woman: Game Time (TV) : Randy Lawrence
- 2012 : Les Mondes de Ralph (Wreck-It Ralph) : Turtle

- 2012 : Dr.House : saison 8 épisode 20 Dr. Peter Treiber